# فريتز هوفمان (عالم)
فريتز هوفمان (بالألمانية: Fritz Hofmann)‏ (و. 1866 – 1956 م) هو كيميائي، ومهندس، وصيدلي، وعالم، ومخترِع ألماني، ولد في كوليدا، توفي في هانوفر، عن عمر يناهز 90 عاماً.

## التعليم
تعلم في جامعة هومبولت في برلين.

## جوائز وترشيحات
حصل على جوائز منها:
- جائزة نوبل في الكيمياء (1937)

ترشح لـ:
- جائزة نوبل في الكيمياء (1937).[6]

## روابط خارجية
- فريتز هوفمان على موقع مونزينجر (الألمانية)